# Alsodes nodosus
Espèce
Synonymes
- Cystignathus nodosus Duméril & Bibron, 1841
- Cacotus maculatus Günther, 1869 "1868"
- Paludicola muelleri Werner, 1896
- Borborocoetus valdivianus Philippi, 1902
- Cystignathus coeruleogriseus Philippi, 1902
- Cystignathus granulatus Philippi, 1902
- Cystignathus cinerascens Philippi, 1902
- Cystignathus zebra Philippi, 1902
- Telmatobius laevis Philippi, 1902
- Alsodes laevis (Philippi, 1902)
- Paludicola illotus Barbour, 1922
- Borborocoetes kriegi Müller, 1926

Statut de conservation UICN

 NT  : Quasi menacé
Alsodes nodosus est une espèce d'amphibiens de la famille des Alsodidae.

## Répartition
Cette espèce est endémique du centre du Chili. Elle se rencontre dans les régions de Valparaíso, de Santiago, d'O'Higgins et du Maule entre 150 et 1 500 m d'altitude.

## Publication originale
- Duméril & Bibron, 1841 : Erpétologie générale ou Histoire naturelle complète des reptiles, vol. 8, p. 1-792 (texte intégral).